# Vědecký konsenzus
Vědecký konsenzus je názor, úsudek nebo pozice, který je v dané době obecně přijímán výraznou většinou, v některých případech alespoň nadpoloviční většinou, vědců, kteří působí v daném oboru vědy. Konsenzus je rozsáhlá shoda mezi odborníky o tom, co je v daném oboru uznáváno jako promyšlená odpověď na otázku, o níž se diskutuje, formulovaná na pevném základě vysoce kvalitních důkazů. Může jít o hypotézu nebo teorii, která je v dané době považována za platnou. Konsenzus nelze zaměňovat s dogmatem, protože konsenzus se může změnit nebo může být zrušen, pokud se objeví nové, důležité poznatky. Skutečnost, že existuje vědecká shoda, proto nemusí být zárukou pravdivosti současného stavu vědy. Konsenzus neznamená, že vědci jsou v názoru jednotní a že neexistují vědci s odporujícím názorem. Konsenzus není definitivní, může být narušen a v konečném důsledku se změnit v souvislosti s novými poznatky a důkazy. Jedná se však o nejlepší možný popis na základě dostupných dat a informací. Pro zpochybnění konsenzu je nutné předložit důkazy, které obstojí ve vědecké obci. Ve vědecké obci není možné dosáhnou shody 100 %, protože vědcem se může stát kdokoliv a nejedná se o uzavřenou společnost.

## Dosažení konsenzu
Konsenzu se dosahuje v rámci odborné diskuse, která probíhá na konferencích, prostřednictvím publikací v odborných žurnálech s tzv. peer review procesem (ve kterém se vědecké publikace posuzují a potvrzují více rovnocennými vědeckými stranami), replikací experimentů jinými vědci (reprodukovatelnost výsledků), čímž jsou autoři nuceni dodržovat vědecké standardy. Na publikace a objevy, které neprošly tímto procesem, se ve vědeckých a univerzitních kruzích pohlíží s nedůvěrou.
Aby bylo možné hovořit o vědeckém konsenzu, není nutné, aby všichni vědci v oboru souhlasili nebo alespoň neprotiřečili. V závislosti na oblasti a účelu, pro který je shoda stanovena, může stačit většinový názor; shoda také může být téměř jednomyslná. Podíl vědců, kteří s daným názorem souhlasí, se označuje jako míra shody. Konsenzus by neměl být zaměňován s jednomyslností, protože prakticky vždy existují vědci s nesouhlasným názorem.
Konsenzus často nastává neformálně a obvykle se nejprve nezaznamenává, i když se později objeví v učebnicích. Existují však také případy doloženého konsenzu. To je například důležité pro politická nebo právní rozhodnutí i pro veřejnost a pro odborníky, kteří uvádí výsledky vědy do praxe nebo je musí aplikovat, například v medicíně.
Veřejná nebo politická debata o tématech, která jsou kontroverzní ve veřejné sféře, ale ne nutně kontroverzní ve vědecké komunitě, může vést k ustavení nebo posílení vědeckého konsenzu. Příkladem takového konsenzu jsou například:
- MMR vakcína (proti spalničkám, příušnicím a zarděnkám) nezpůsobuje autismus[7]
- změna klimatu je způsobena lidmi[8]
- evoluce (v USA v reakci na nevědeckou opozici)[9]

## Změny konsenzu v průběhu času
Ke změně konsenzu obvykle dochází, když data z nových experimentů nebo pozorování nezapadají do stávající teorie. Protože ani velké množství experimentů nemůže teorii potvrdit, ale někdy i jediný experiment ji může vyvrátit, navrhl Karl Popper, že věda by měla být založena na vyvratitelnosti (falzifikovatelnosti).
Naproti tomu Thomas Kuhn, upozornil, že experimenty vždy poskytují nějaká data, která nezapadají zcela do aktuální teorie, a že to samo o sobě nevede k vědecké změně nebo k podkopání vědeckého konsenzu. Teprve po nahromadění mnoha „významných“ anomálií vstoupí vědecký konsensus do období „krize“. V tomto bodě se hledají nové teorie a nakonec se jedna z nich prosadí. Konsenzus se proto mění spíše skokově než v malých krocích. Kuhn rovněž upozorňoval na sociální a osobní aspekty změny teorie a na historických příkladech demonstroval, že vědecký konsensus nebyl nikdy skutečně záležitostí čisté logiky nebo čistých faktů.

## Vnímání konsenzu veřejností

Veřejnost výrazně podceňuje míru vědeckého konsenzu, že změnu klimatu způsobuje člověk (pruhy nahoře). Studie z let 2019 až 2021 zjistily, že vědecký konsenzus se pohybuje od 98,7 do 100 % (pruh dole).

Vnímání toho, zda existuje vědecký konsenzus v dané otázce a jak výrazná je míra shody, bylo popsáno jako „brána důvěry“, skrze niž přichází přijetí vědeckého názoru veřejností, na něž může navazovat odpovídající jednání. Vnímání vědeckého konsenzu je klíčové pro přijetí souvisejících poznatků a názorů. Zvýšení vnímání toho, že existuje shoda ve vědecké komunitě, může zvýšit individuální podporu problému, vnímání nesouhlasu ji naopak může snížit. Média však veřejnosti vědecký konsenzus nepředkládají, naopak dávají prostor marginálním názorům. Veřejnost tak z médií získává pocity, že vědecký konsenzus není. Tento problém dále prohloubily sociální sítě.

## Politizace vědy
Ve veřejných nebo politických debatách se existence vědeckého konsenzu často používá jako argument pro platnost názoru nebo teorie, naopak nedostatek konsenzu ne argumentem proti.
Neodmyslitelnou součástí vědy je nejistota, teorie nejsou nikdy zcela prokázány, mohou být pouze vyvráceny. To představuje problém pro politiky, právníky a další profesionály, kteří musí činit rozhodnutí na základě aktuálně dostupných údajů, i když to pravděpodobně není konečná podoba „pravdy“. Ošemetnou částí je rozlišování toho, co je dostatečně blízko „konečné pravdě“. Například legislativa proti kouření přišla příliš dlouho poté, co vědci dospěli ke konsenzu.
Některá rozhodnutí, například schválení určitých technologií pro veřejné použití, mohou mít dalekosáhlé dopady na politiku, ekonomiku a občany, pokud by se předpověď vědců ukázala jako chybná. Pro politiky však neexistuje lepší alternativa, než se spoléhat na vědecký konsenzus (i když je zatížen nejistotou), přinejmenším v situacích, kdy je potřeba politického zásahu naléhavá. Požadavek spoléhat se pouze na to, co se prokázalo jako „vědecká pravda“, by politiku paralyzoval. V praxi by se rovnal požadavku akceptovat všechny kvantifikované i nekvantifikované náklady a rizika spojené s nečinností politiky.
Tvorba politiky na základě vědeckého konsenzu nebrání trvalému přezkoumávání tohoto konsenzu nebo hmatatelných výsledků politiky.